# Dante López
Dante Rafael López Fariña (* 16. August 1983 in Asunción) ist ein ehemaliger paraguayischer Fußballspieler. Der Stürmer spielte die längste Zeit seiner Karriere in den obersten Ligen Paraguays und Mexikos, neben kurzen Engagements in Israel, Spanien und Italien. Für die paraguayischen Fußballnationalmannschaft bestritt er 28 Länderspiele und nahm an der Weltmeisterschaft 2006 in Deutschland teil.

## Vereinskarriere
López spielte zunächst für die paraguayischen Erstligisten Sol de América aus Barrio Obrero, einem Vorort der Hauptstadt Asunción, und den ebenfalls dort ansässigen Club Cerro Porteño. 2003 wechselte er nach Israel zu Maccabi Haifa, dort blieb er jedoch nur ein halbes Jahr, um die Saison beim damaligen spanischen Zweitligisten FC Córdoba zu beenden. Anschließend kehrte er zurück nach Paraguay, zunächst zu Nacional Asunción, dann zu Olimpia Asunción. Von dort ging er im Januar 2006 zum CFC Genua, zu der Zeit Drittligist in Italien. Zur Saison 2006/07 wechselte er innerhalb Italiens zum eine Klasse höher spielenden FC Crotone. Nach dem Abstieg der Süditaliener ging er zurück nach Asunción, wo er sich dem Club Libertad anschloss. Nach dem Gewinn der paraguayischen Apertura 2008 wechselte er zur Saison 2008/09 nach Mexiko zu den UNAM Pumas, wo er einen Dreijahresvertrag unterschrieb. Für den Universitätsverein machte Dante López insgesamt 96 Ligaspiele und erzielte dabei 21 Tore. Auch hier gewann er zweimal die nationale Meisterschaft mit seiner Mannschaft. Im Sommer 2011 verließ er UNAM und ging erneut zurück in seine paraguayische Heimat, wo er in drei folgenden Spielzeiten für den Club Guaraní und 2013 erneut für Olimpia auflief. Von 2014 bis 2016 spielte López weitere drei Spielzeiten für die UNAM Pumas. In der Saison 2016/17 stand er beim mexikanischen Zweitligisten CD Zacatepec unter Vertrag. Seine letzte Anstellung fand er 2017 beim paraguayischen Erstligisten Deportivo Capiatá.

## Nationalmannschaft
López stand in dem Juniorenteam Paraguays, das im Gruppenspiel der U-20-WM 2003 in den Vereinigten Arabischen Emiraten die deutsche Elf mit 2:0 besiegte und erzielte dabei selbst das Tor zum 1:0.
López debütierte 2003 für die A-Nationalmannschaft und gehörte schon während der Copa América 2004 und der Qualifikationsphase zur WM in Deutschland zum Kader der paraguayischen Nationalmannschaft. Bis zur WM 2006 kam er jedoch erst in sechs Länderspielen zum Einsatz. Erst wenige Tage vor Beginn des Turniers wurde López von Nationaltrainer Aníbal Ruiz für den verletzten José Cardozo für die Titelkämpfe nachnominiert. Im Vorrundenspiel gegen Schweden wurde er eingewechselt.
2007 und 2008 kam er regelmäßig zum Einsatz und spielte bei der Copa América erneut für Paraguay. Von 2009 bis 2013 wurde er nur noch sporadisch nominiert. Insgesamt absolvierte er 28 Länderspiele für Paraguay. Seine einzigen beiden Tore erzielte der Stürmer 2005 in einem Freundschaftsspiel gegen Togo.

## Erfolge

### Mannschaft
- Paraguayischer Meister: 2008 (Apertura)
- Mexikanischer Meister: 2009 (Clausura), 2011 (Clausura)

### Persönliche Auszeichnungen
- Torschützenkönig der paraguayischen Primera División: 2005[2]